# June Collyer
June Collyer (New York, 19 augustus 1906 – Los Angeles, 16 maart 1968) was een Amerikaanse actrice.

## Levensloop en carrière
Collyer, die geboren werd als Dorothea Heermance, begon haar acteercarrière in 1927. In 1928 werd ze verkozen tot een van de WAMPAS Baby Stars. In 1928 had ze een grote rol in Hangman's House, Four Sons en Me, Gangster. Collyer werkte vaak samen met John Ford.
Collyer was de zus van acteur Bud Collyer, die gehuwd was met actrice Marian Shockley. Collyer huwde in 1931 met acteur Stuart Erwin, die in 1967 overleed. Collyer overleed drie maanden later op 61-jarige leeftijd.